# Франц Ернст Нейман
Франц Ернст Нейман (нім. Franz Ernst Neumann; 11 листопада 1798 — 23 травня 1895) — німецький фізик, метеооролог та математик. Батько вченого-медика Ернста Неймана і математика Карла Неймана.

## Біографія
Франц Ернст Нейман народився 11 вересня 1798 року в Йоахімсталі був сином розлученої графині Шарлотти Фридерике Вільгельміни фон Меллін і їх керуючий маєтком Франц Ернст Нейман. У 1817 році закінчив гімназію в Берліні і вступив до Берлінського університету, де спочатку (за бажанням батька) вивчав богослов'я, але потім став вивчати природничі науки і математику в Єні, повернувшись до Берліна в 1819 році. Його ранні роботи були в основному присвячені кристалографії і в 1826 році він був запрошений приват-доцентом на кафедру фізики і мінералогії при університеті в Кенігсберзі, де в 1828 році він став екстраординарним, а в 1829 році — ординарним професором мінералогії і фізики. Його дослідження 1831 року питомої теплоємності призвели до формулювання закону Неймана.
Чудові роботи, переважно з теоретичної та математичної фізики, зробили ім'я Неймана відомим, а його видатний лекторський талант залучав в Кенігсберг безліч слухачів. Навколо Неймана згрупувалася ціла школа фізико-математиків, з лав якої вийшли багато із знаменитих вчених Німеччини.
Роботи Неймана стосувалися головним чином теорії світла і електрики. Явища поляризації світла та подвійного променезаломлення були розглянуті ним у припущенні, що коливання ефірних часток відбуваються у площині поляризації; отримані результати, абсолютно незгодні з результатами, отриманими Френелем, що линули з протилежного припущення (площина коливання частинок і площина поляризації взаємно перпендикулярні), змусили багатьох учених схилитися на бік припущення Неймана.
З робіт Неймана з електрики найбільш чудова теорія індукції і електродинамічних дій, викладена в 1845 році в його статті «Die mathematischen Gesetze der inducirten elektrischen Ströme» («Abhandl. d. Berl. Akad.», 1845; перевидано в 1889 р Оствальдом). Ця теорія довгий час панувала в науці про електрику.
З інших його робіт видаються твори по теплопровідності, визначенні теплоємностей і т. д. вельми відомі його курси математичної фізики: «Vorlesungen über die Theorie des Magnetismus» (Лейпциг, 1881), «Theoretische Optik» (Лейпциг, 1885), «Ueber die Theorie d. Elasticität» (Лейпциг, 1885) і «Theorie D. potentiales» (л., 1887) та ін.
З 1838 року перебував іноземним членом-кореспондентом Санкт-Петербурзької академії наук. Іноземний член Лондонського королівського товариства (1862), Мюнхенської академії наук (1872).

## Нагороди
- Медаль Коплі (1896)
- Орден Максиміліана «За досягнення в науці та мистецтві» (Баварія)
- Pour le Mérite
- Іноземний член Лондонського королівського товариства (1862)